# Stokroos
De stokroos (Alcea rosea, synoniem: Althaea rosea) is een tweejarige plant uit de kaasjeskruidfamilie (Malvaceae). Volksnamen zijn balroos, flier, boerenroos en heemst, al is deze laatste naam misleidend, omdat heemst de naam is van een andere plant uit de kaasjeskruidfamilie. De naam stokroos wordt in het Afrikaans ook doorgaans gebruikt om de plant "kenaf" (Hibiscus cannabinus) aan te geven, wat ook weer een andere plant is binnen dezelfde kaasjeskruidfamilie. 

## Oorsprong en standplaats
De plant komt oorspronkelijk uit Turkije en is in de 16e eeuw naar Europa geïmporteerd. De plant doet het goed in een landelijke en stedelijke omgeving en bestaat in zeer veel verschillende kleurvarianten. Er zijn enkele en dubbele stokrozen.
De soort groeit het beste op vrij arme kleigrond, maar de donkere varianten doen het ook goed op zanderige gronden. De stokroos gedijt het best op een luwe, warme en niet te vochtige plaats. Een bekende plaats is een muur of schutting op het zuiden, want de plant houdt van zon. Bij droog weer moet de plant extra water hebben, anders verdrogen de bloemen en rijpen de zaden voortijdig.

## Beschrijving
De plant bloeit in de zomer van juni tot augustus met lange bloemstengels van 1-1,5 m hoog, maar de plant kan ook veel hoger worden (tot zo'n 3,7 m). Tijdens de bloei trekt de plant bijen en hommels aan. De stokroos heeft splitvruchten, waarin de 7–8 mm grote zaden zitten. Opkweken van stokrozen kan door middel van zaad, dat aan het einde van de zomer rijp is en direct gezaaid kan worden. Zaaien kan ook in de opvolgende lente. Als het zaad rijp is barsten de splitvruchten vanzelf open. De stokroos kan ook zichzelf uitzaaien.
Als de stokroos in de lente gezaaid wordt, vormt de plant dat jaar alleen blad en zal pas het volgende jaar bloeien. Zaait men de stokroos aan het einde van de zomer (augustus/september) dan kan de plant het jaar daarop in bloei staan, maar dat is afhankelijk van het weer, het kan ook een jaar langer duren. De stokroos vormt na de bloei naast de oude rozet nieuwe uitlopers. De oude stengel moet worden afgeknipt, anders kost dat de plant te veel energie.

## Ecologie
Ze is in het palearctisch gebied waard- of voedselplant voor de heemstzaadmot (Pexicopia malvella) en de malvabandspanner (Larentia clavaria). Buiten dit gebied zijn er nog vele andere vlindersoorten; in Noord-Amerika gebruiken bijvoorbeeld vijftien tot twintig soorten vlinders deze plant.
Een bekende kwaal van de stokroos is 'roest', een schimmelinfectie. De plant gaat er niet van dood, maar wordt er wel lelijk van. Roest betekent meestal dat de plant te vochtig staat.

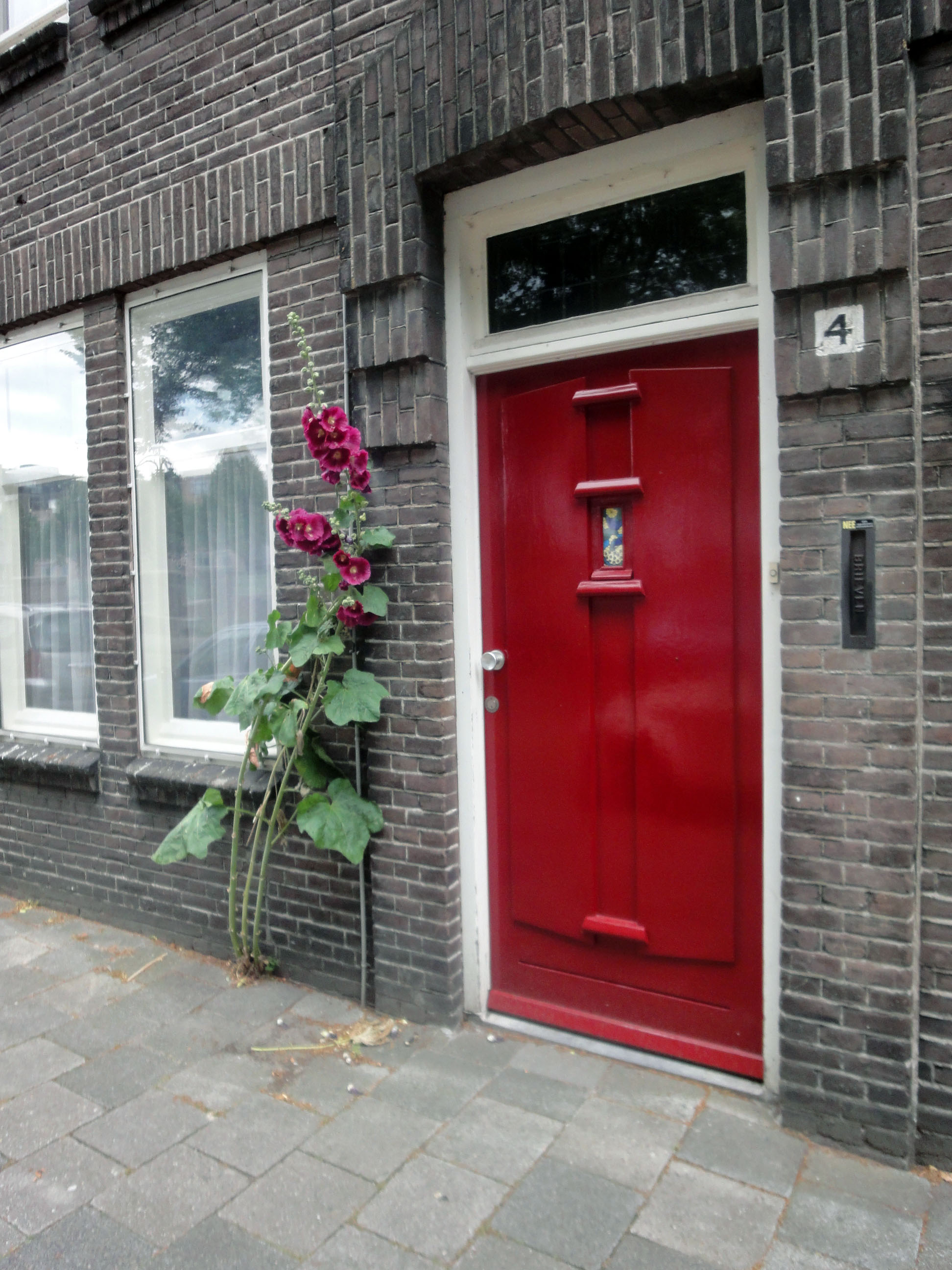
Stokrozen hebben weinig grond nodig.
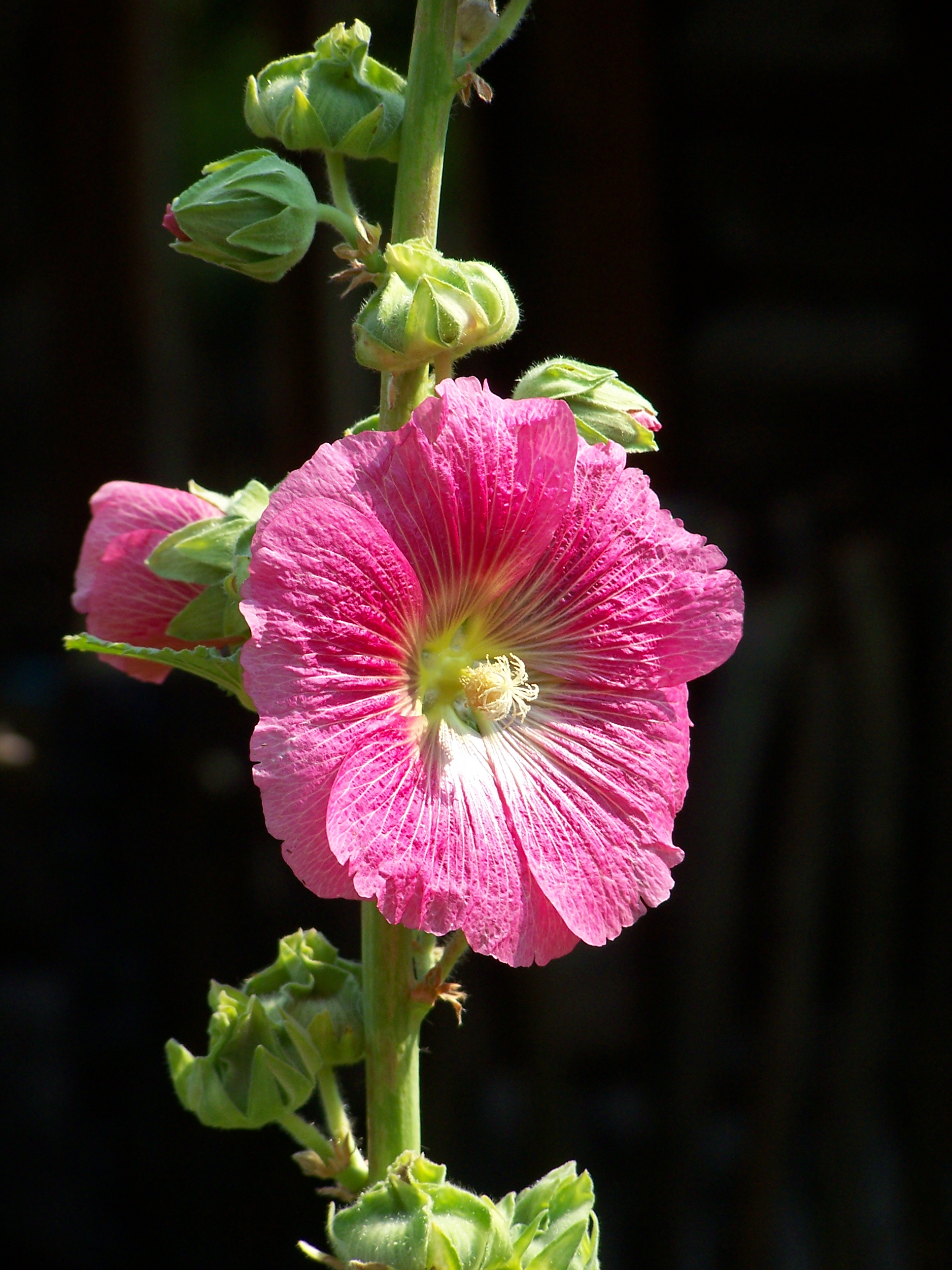
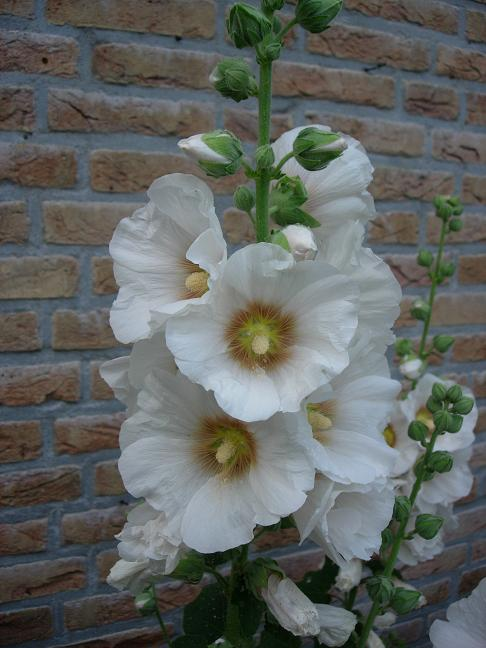
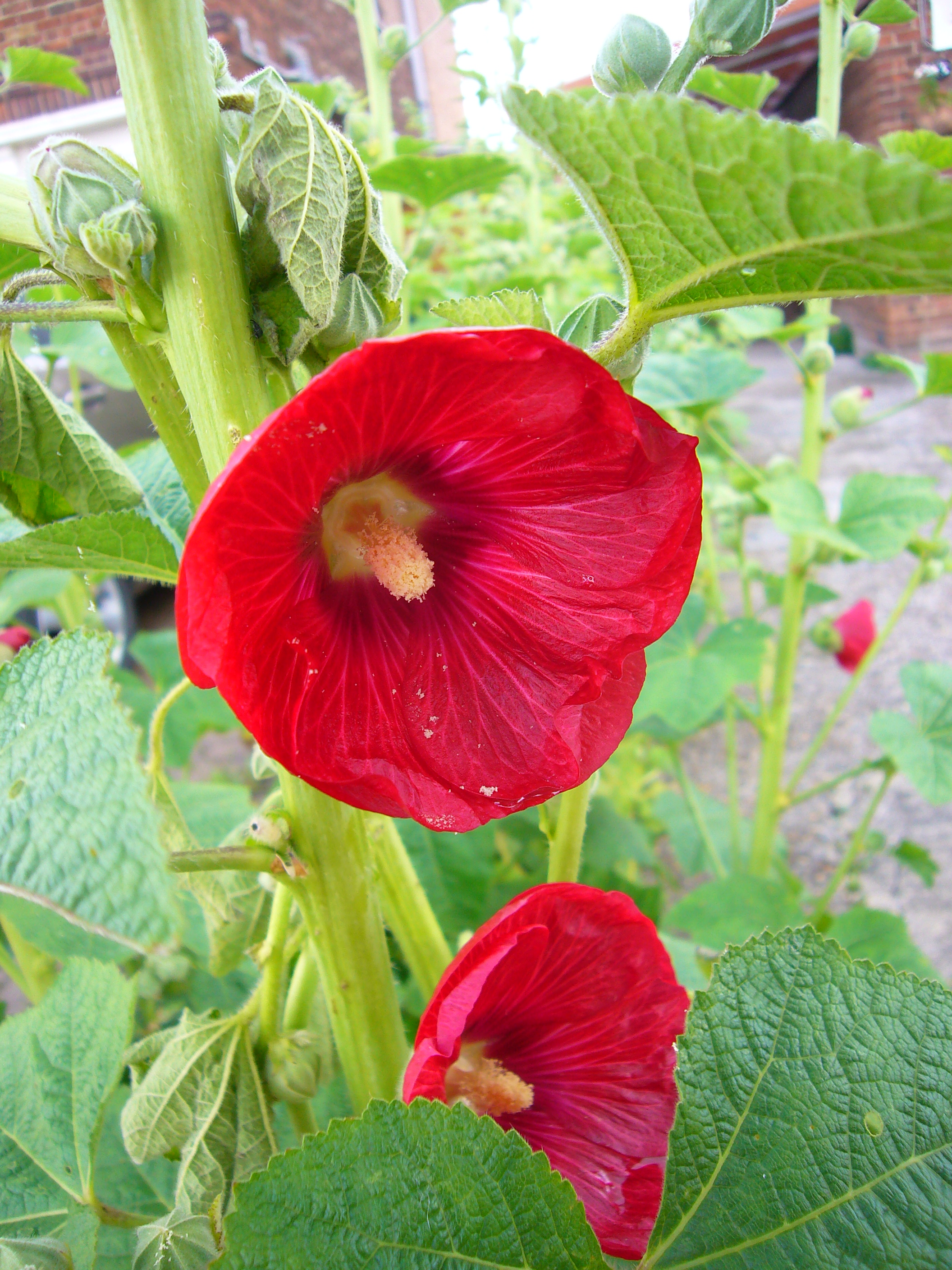
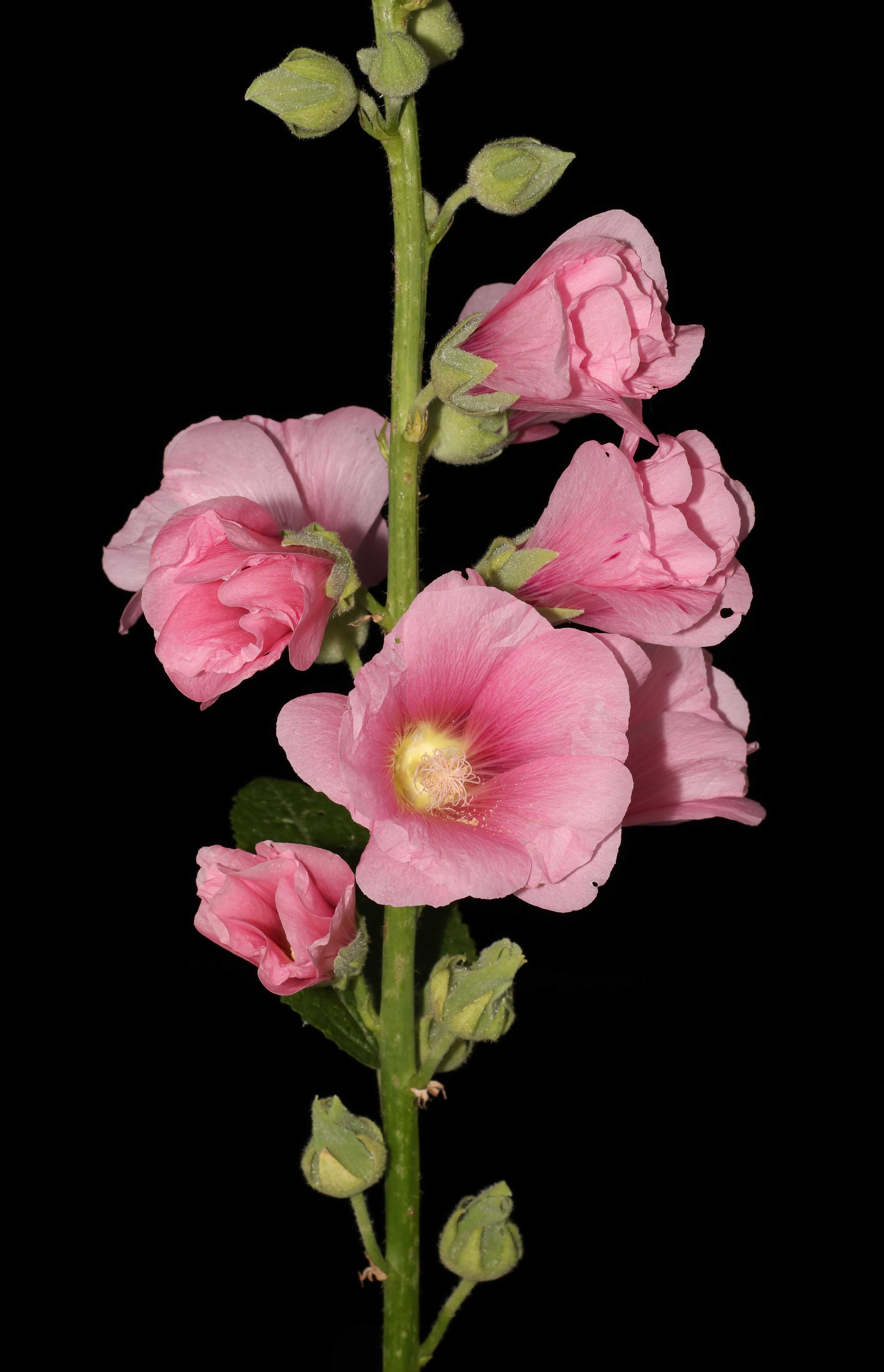
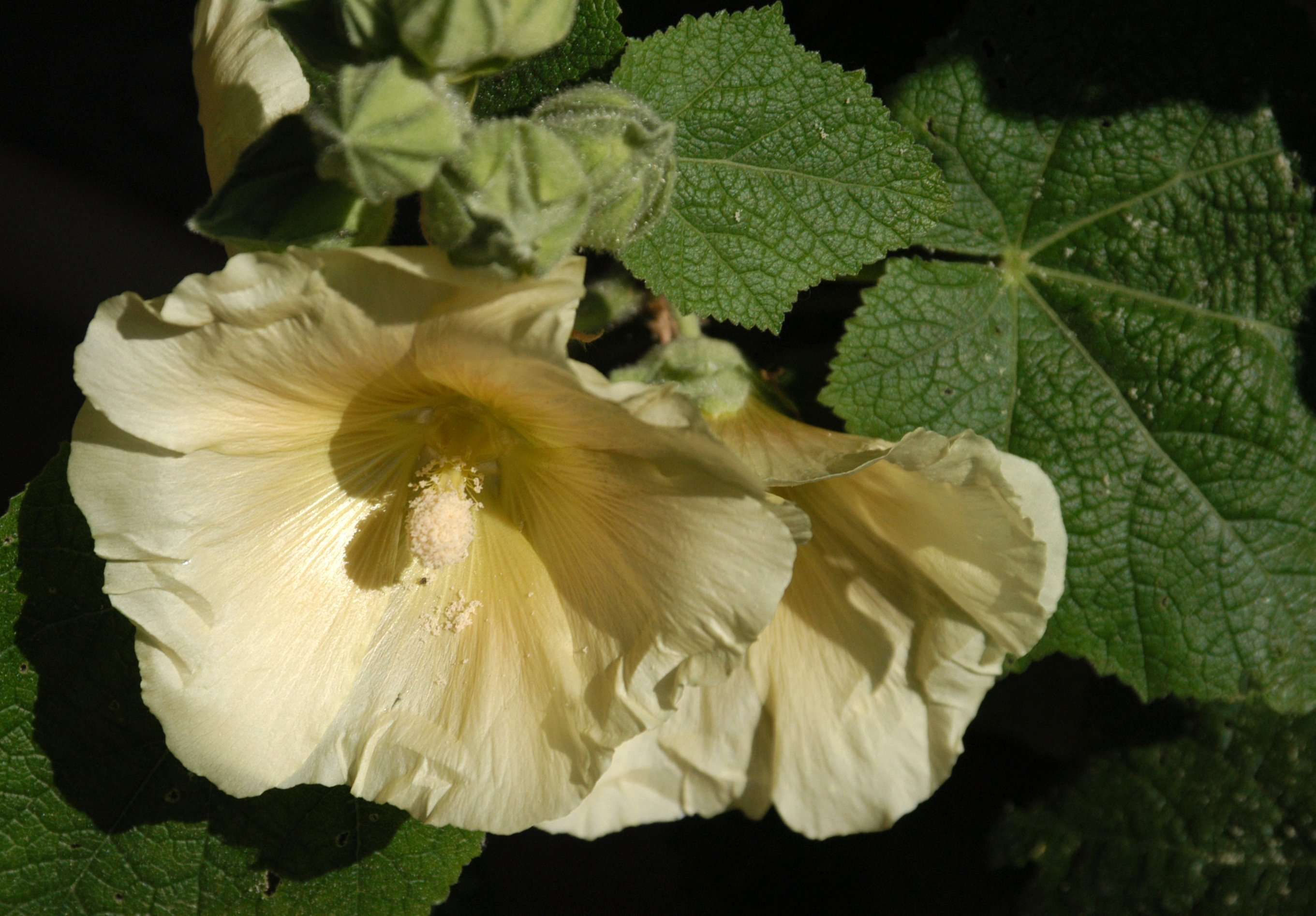
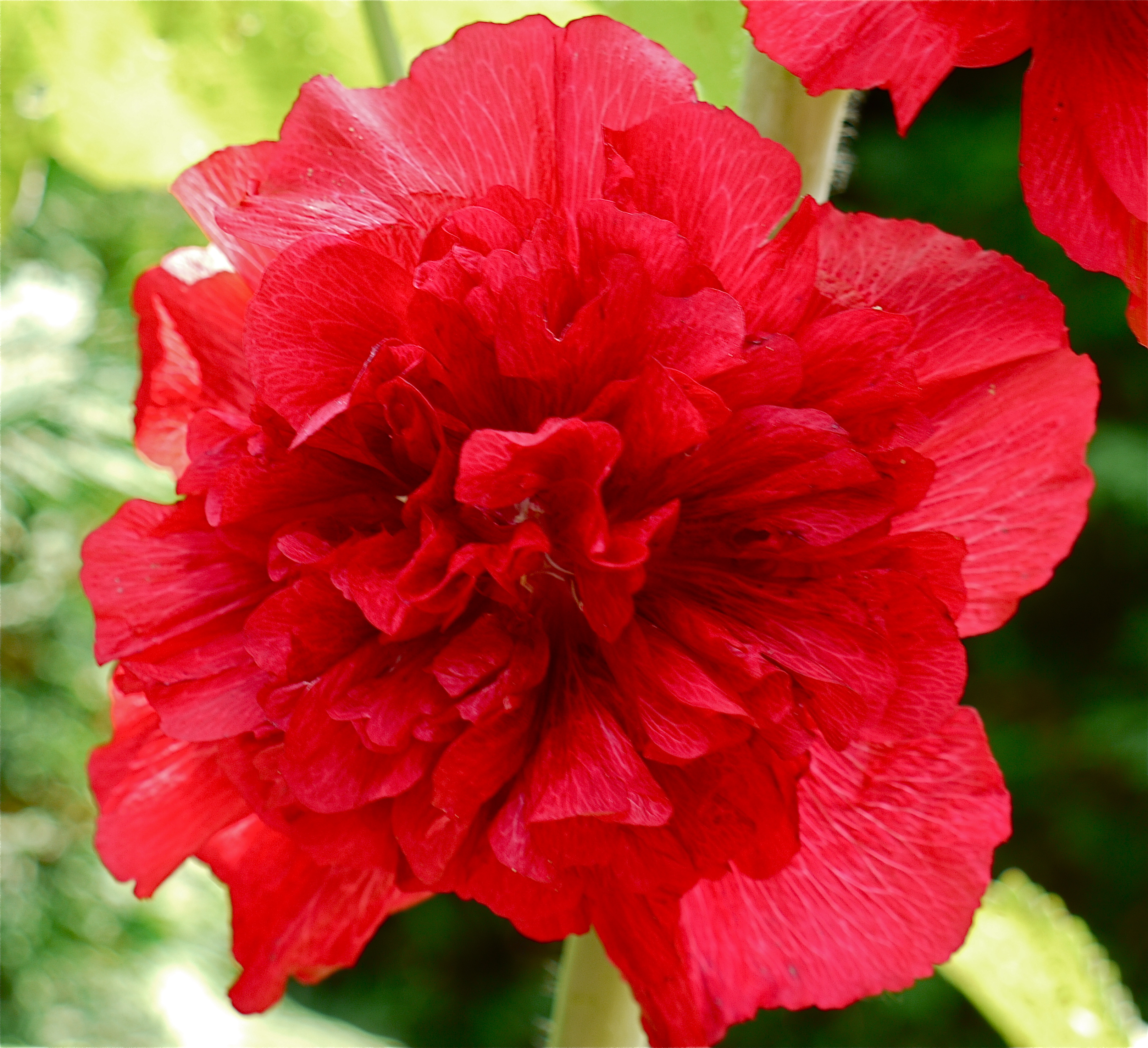
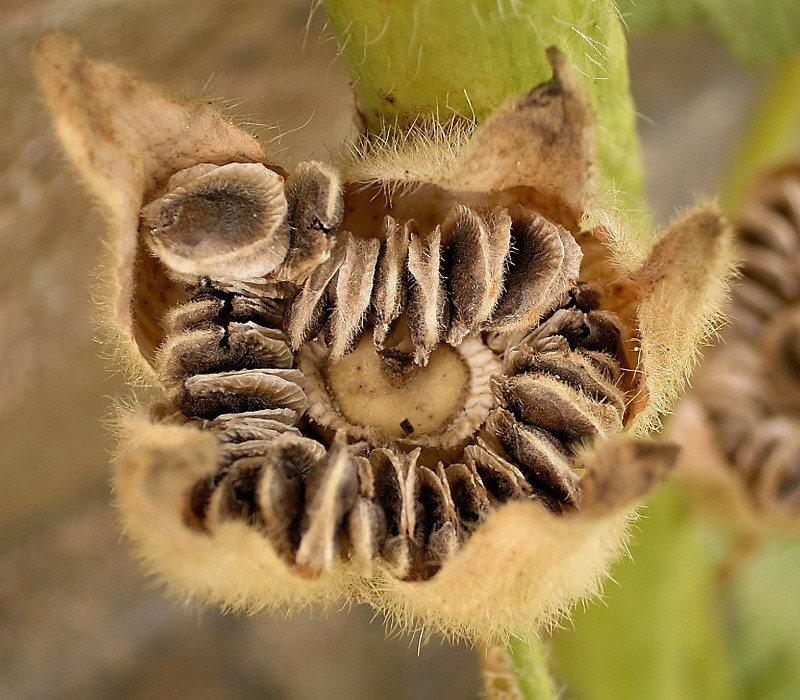
Rijp zaad
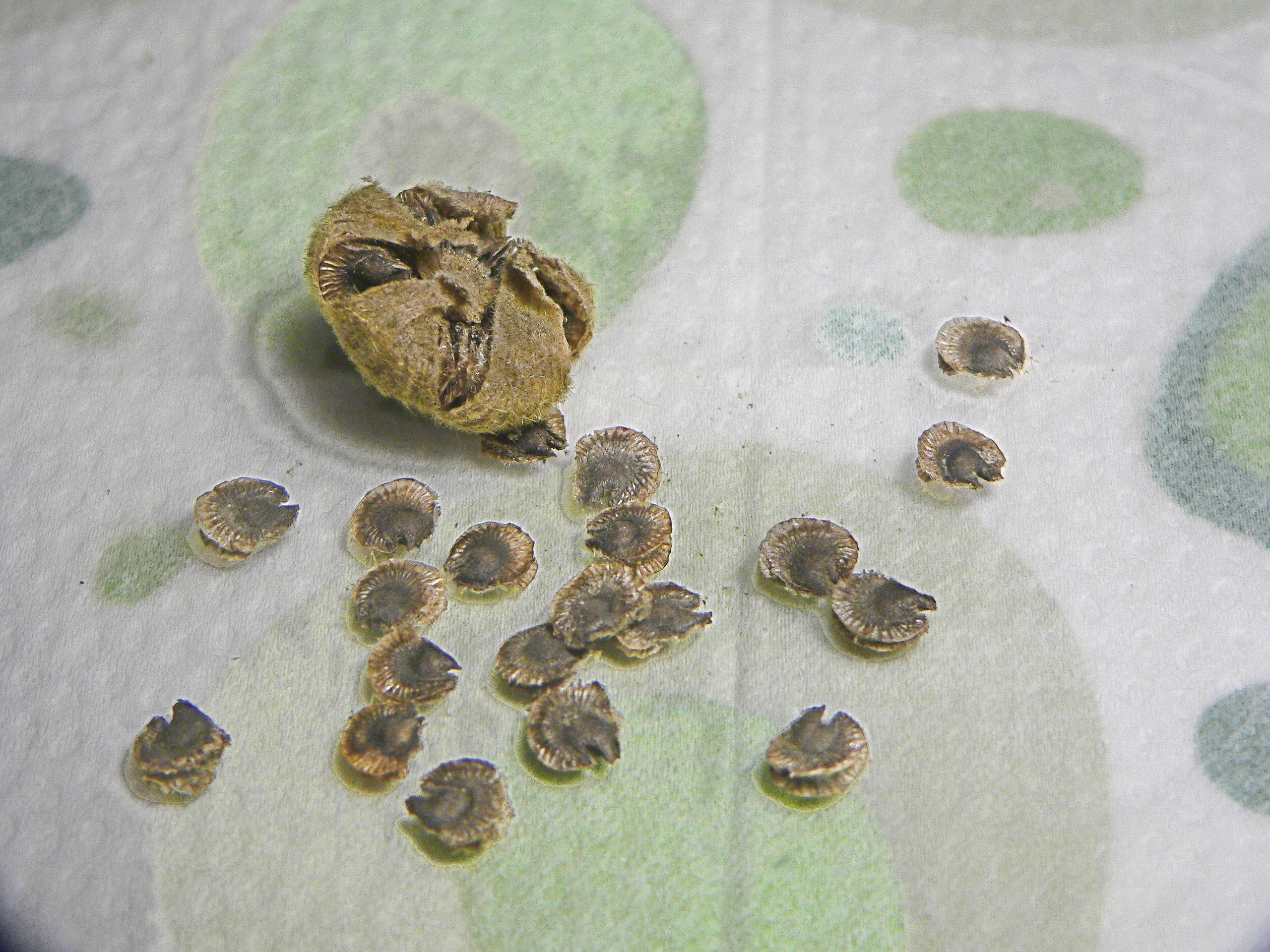
Splitvrucht en zaden
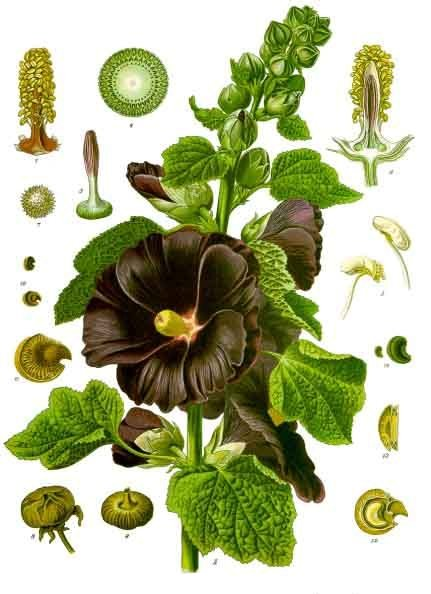
Zwartpaarse stokroos uit Köhler's Medizinal-Pflanzen (1887)
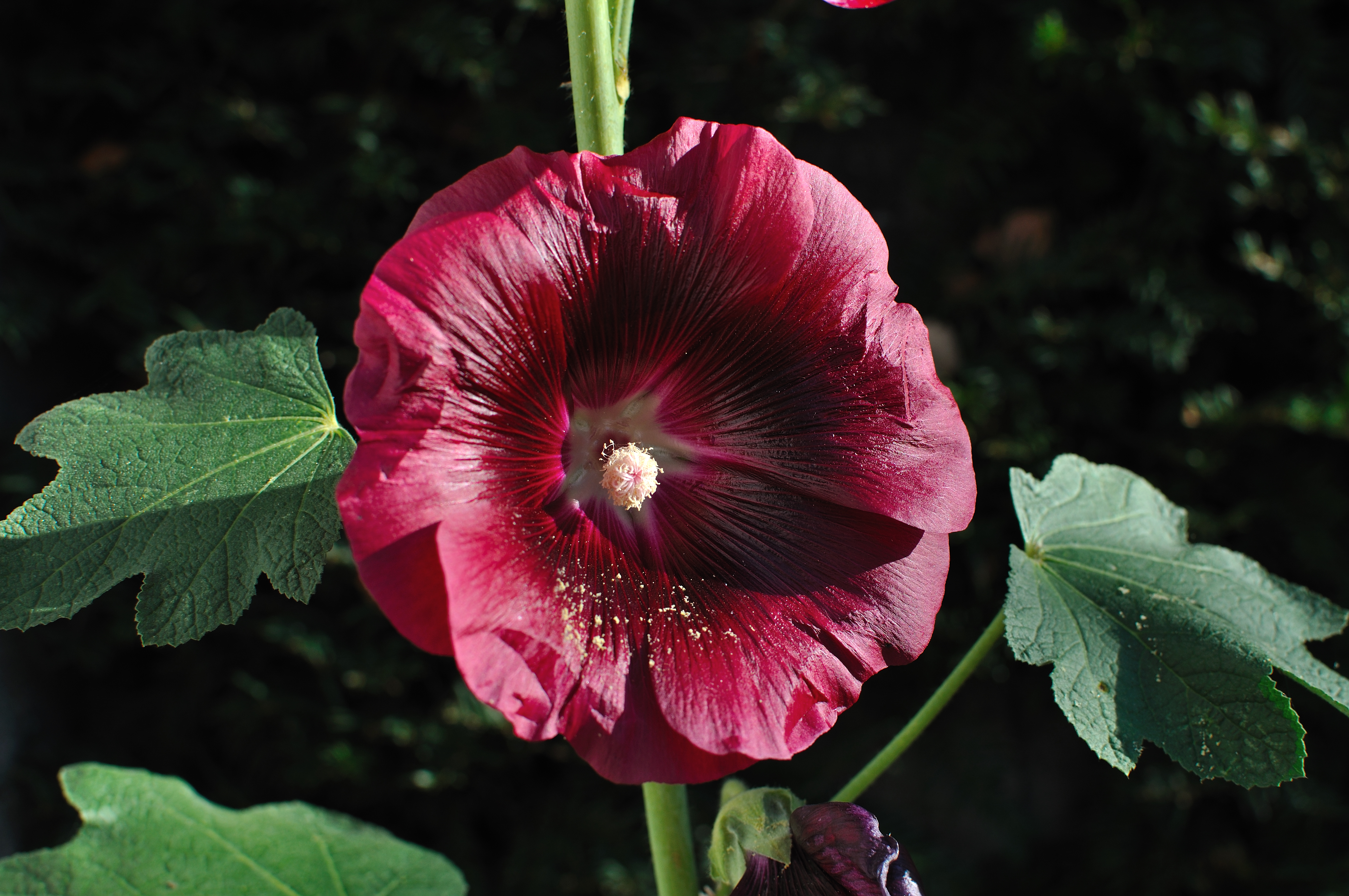